# Spinaria armator
Spinaria armator är en stekelart som först beskrevs av Fabricius 1804.  Spinaria armator ingår i släktet Spinaria och familjen bracksteklar. Inga underarter finns listade i Catalogue of Life.